# ロンアン省
ロンアン省（ロンアンしょう、ベトナム語：Tỉnh Long An / 省隆安 発音）は、ベトナムのメコン・デルタ地帯に位置したかつての省（地方自治体）。省都はタンアン市。
2025年、タイニン省に統合された。

## 行政区画
1市1市社13県で構成される。
- タンアン市（Tân An / 新安）
- キエントゥオン市社（Kiến Tường / 建祥）
- ベンルック県（Bến Lức / 𤅶溧）
- カンドゥオク県（Cần Đước / 芹德）
- カンジュオク県（Cần Giuộc / 芹湥）
- チャウタイン県（Châu Thành / 周城）
- ドゥクフエ県（Đức Huệ / 德惠）
- モクホア県（Mộc Hoá / 沐化）
- タンフン県（Tân Hưng / 新興）
- タンタイン県（Tân Thạnh / 新盛）
- タンチュー県（Tân Trụ / 新柱）
- タインホア県（Thạnh Hóa / 盛化）
- トゥートゥア県（Thủ Thừa / 守承）
- ヴィンフン県（Vĩnh Hưng / 永興）
- ドゥクホア県（Đức Hòa / 德和）